# Ferdinand Max Bredt

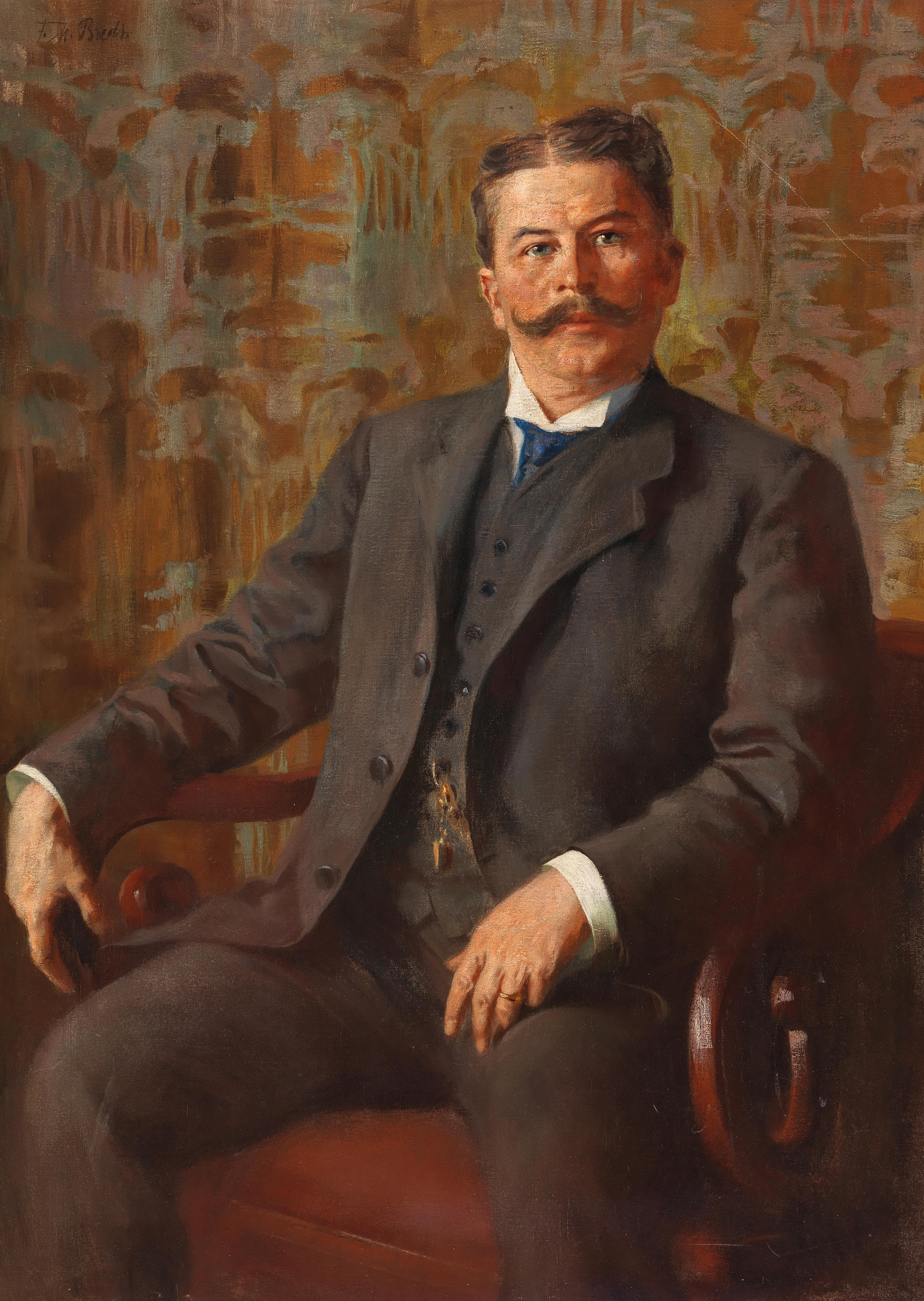
F. M. Bredt: Selbstbildnis

Ferdinand Max Bredt, Signatur F. M. Bredt (* 7. Juni 1860 in Leipzig; † 8. Juni 1921 in Ruhpolding), war ein deutscher Maler des Orientalismus.

## Leben

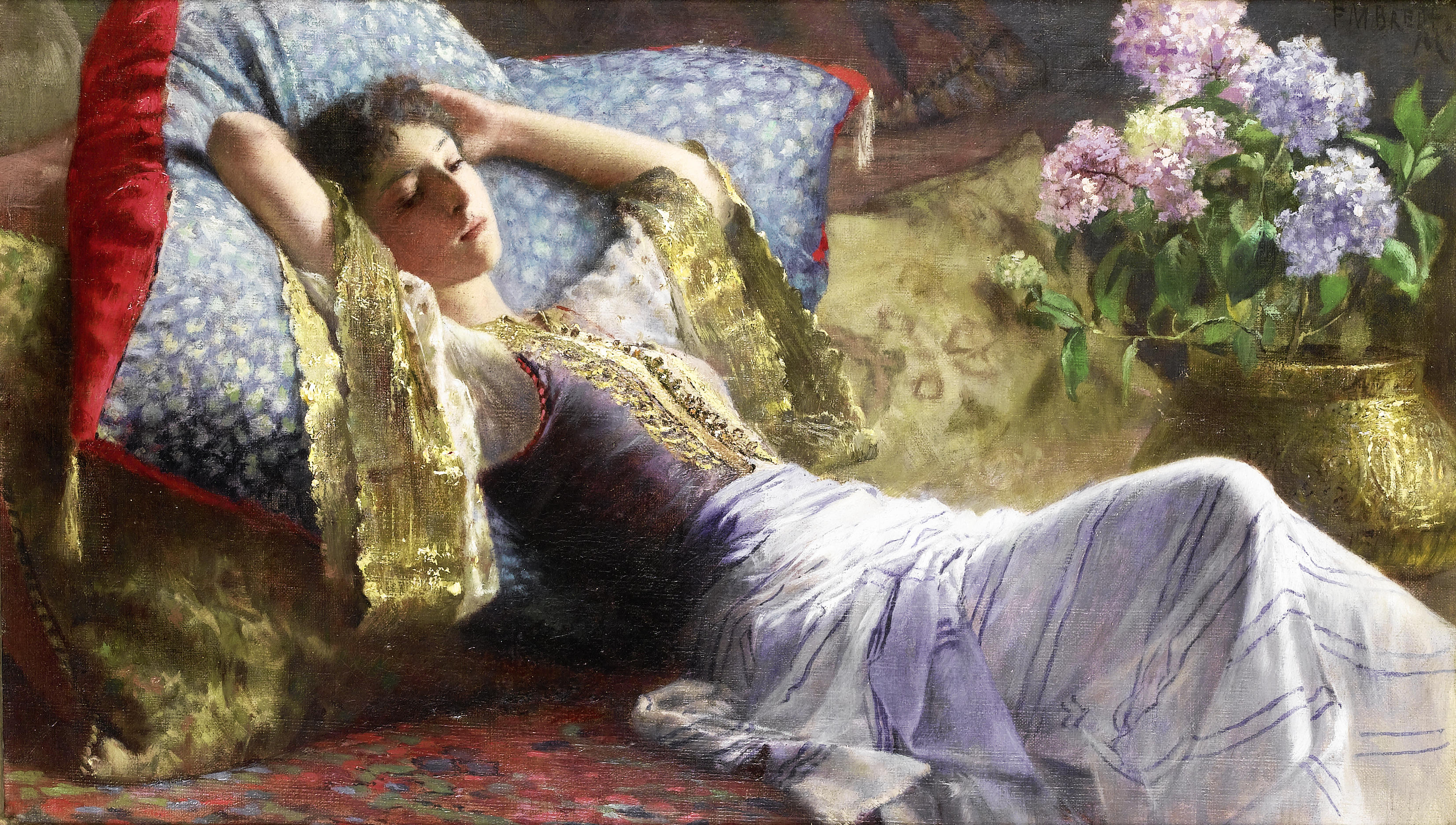
Ferdinand Max Bredt: Ruhende Odaliske

Bredt war ein Sohn des in Elberfeld geborenen, Leipziger Verlagsbuchhändlers und Verlegers Ernst Bredt (1829–1882) und dessen Frau Lydia, geb. Wetschky (1824–1877). Ein jüngerer Bruder war der Kunsthistoriker Ernst Wilhelm Bredt.
Ferdinand Max Bredt absolvierte zunächst eine Buchhandelslehre in Stuttgart. 1877 begann er ein Studium der Malerei an der dortigen Königlichen Kunstschule bei Bernhard von Neher und Carl von Häberlin. 1880 wechselte er an die Münchner Akademie zu Wilhelm von Lindenschmit dem Jüngeren. In den folgenden Jahren entfaltete er eine reiche Reisetätigkeit, die ihn unter anderem nach Italien und Griechenland, in die Türkei und nach Tunesien führte. Am 25. September 1884 heiratete er in Stuttgart Charlotte Emilie Therese Schulz (* 17. August 1864).
1892 war er Gründungsmitglied der Münchner Secession. 1897 ließ er sich in Ruhpolding nieder. Der Maler Eduard Bauer-Bredt wurde 1919 sein Schwiegersohn und lebte ebenfalls in Ruhpolding.
Bredt schuf eine Reihe von Haremsszenen und Odalisken, daneben auch Landschaften sowie symbolistische Szenen in einem akademisch geprägten Kolorismus. In seinem Spätwerk wird der Pinselstrich lockerer und breiter, seine Malweise offener und moderat modern.
Für seine Verdienste wurde er mit dem Ritterkreuz des württembergischen Friedrichs-Ordens I. Klasse ausgezeichnet.

## Werke (Auswahl)

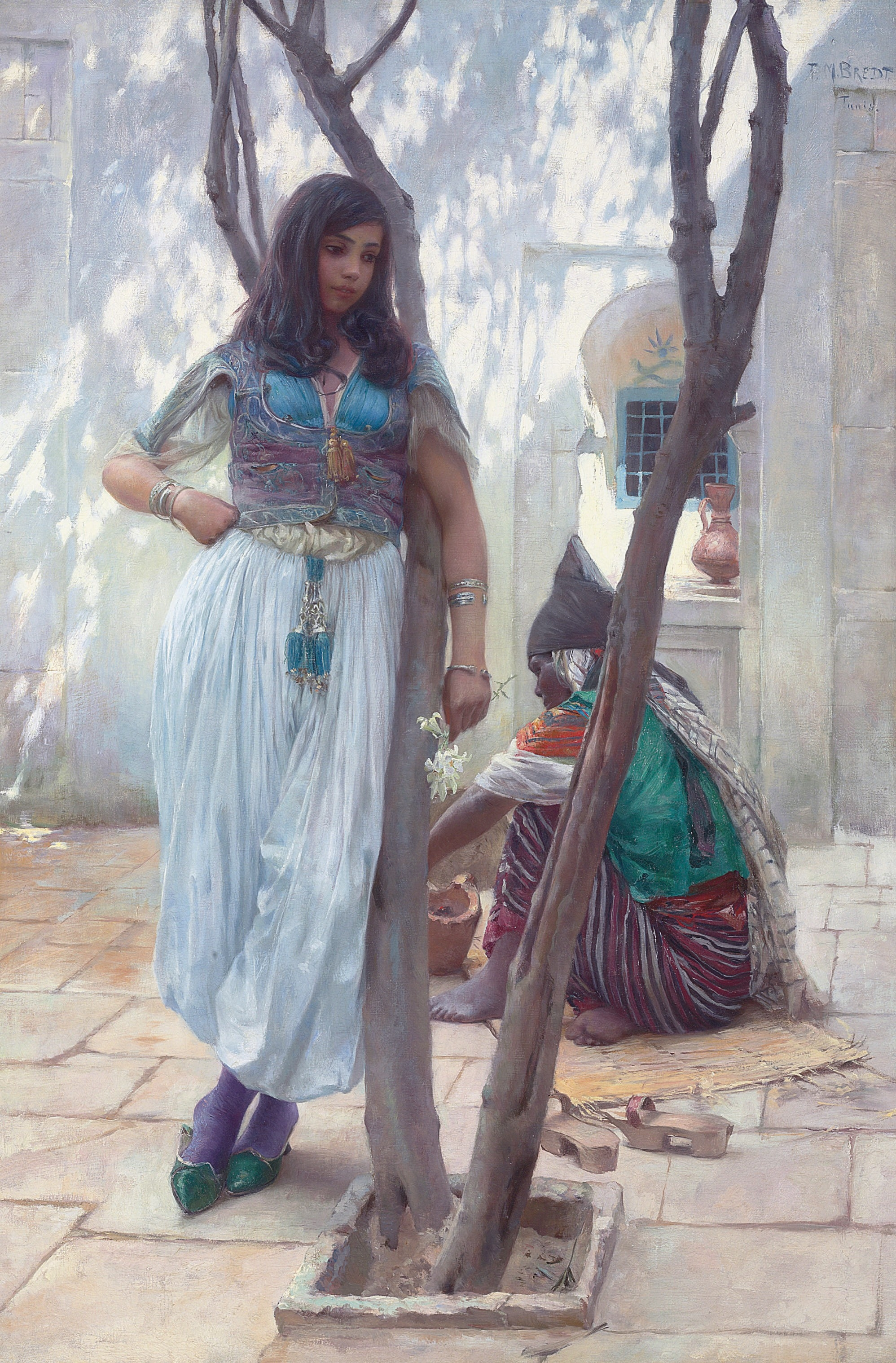
In einem Innenhof, Tunis
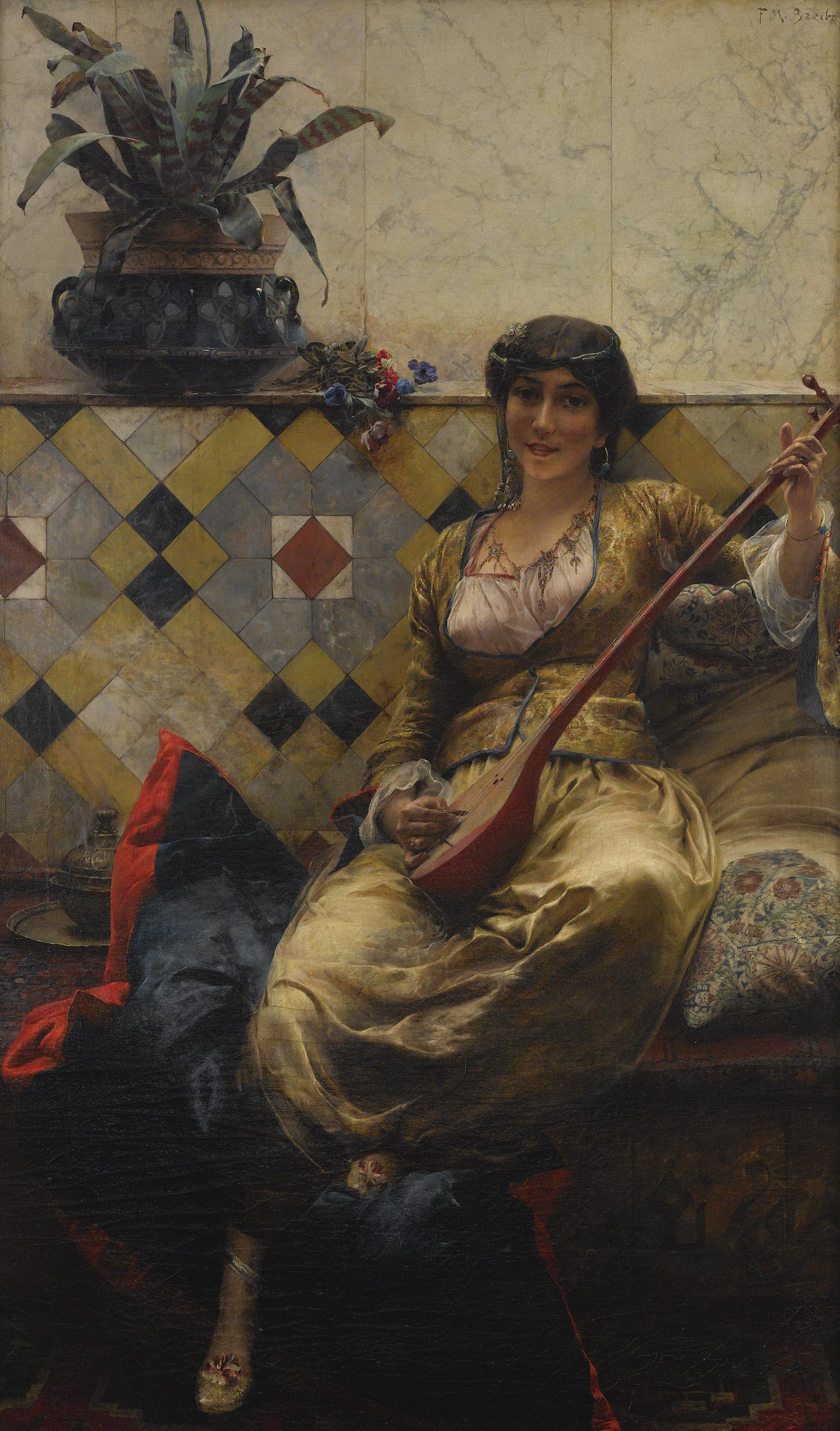
Serenade im Harem
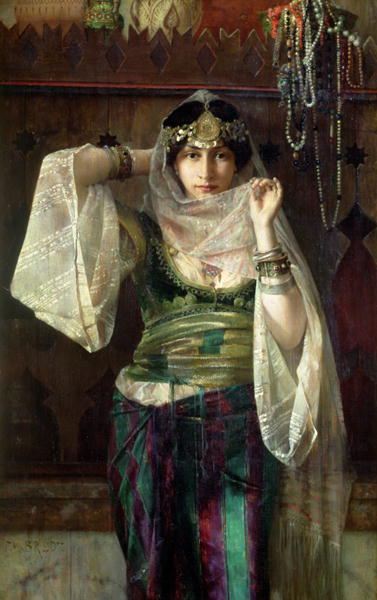
Königin des Harems
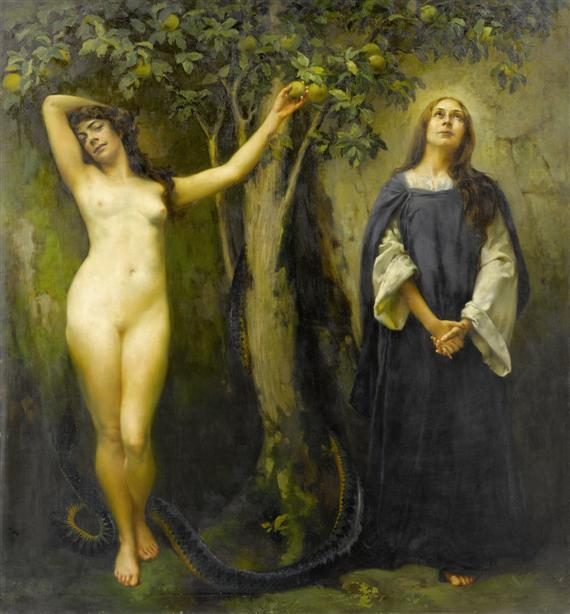
Sinnenlust und Seelenfrieden
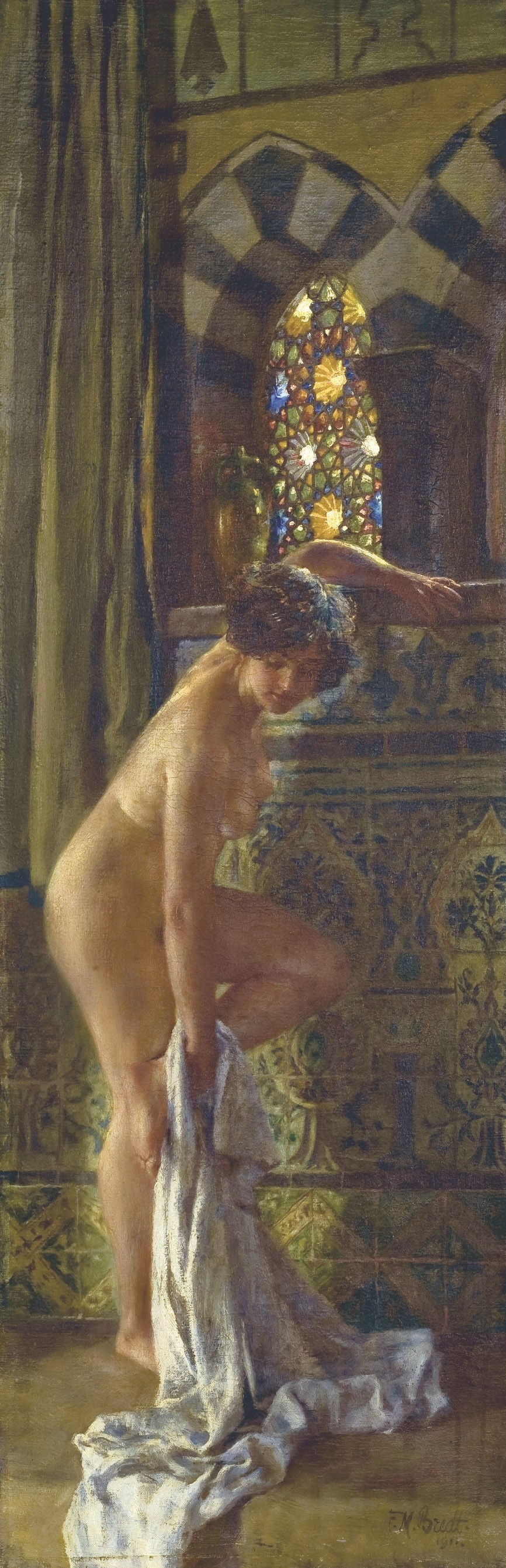
Die Badende, 1911
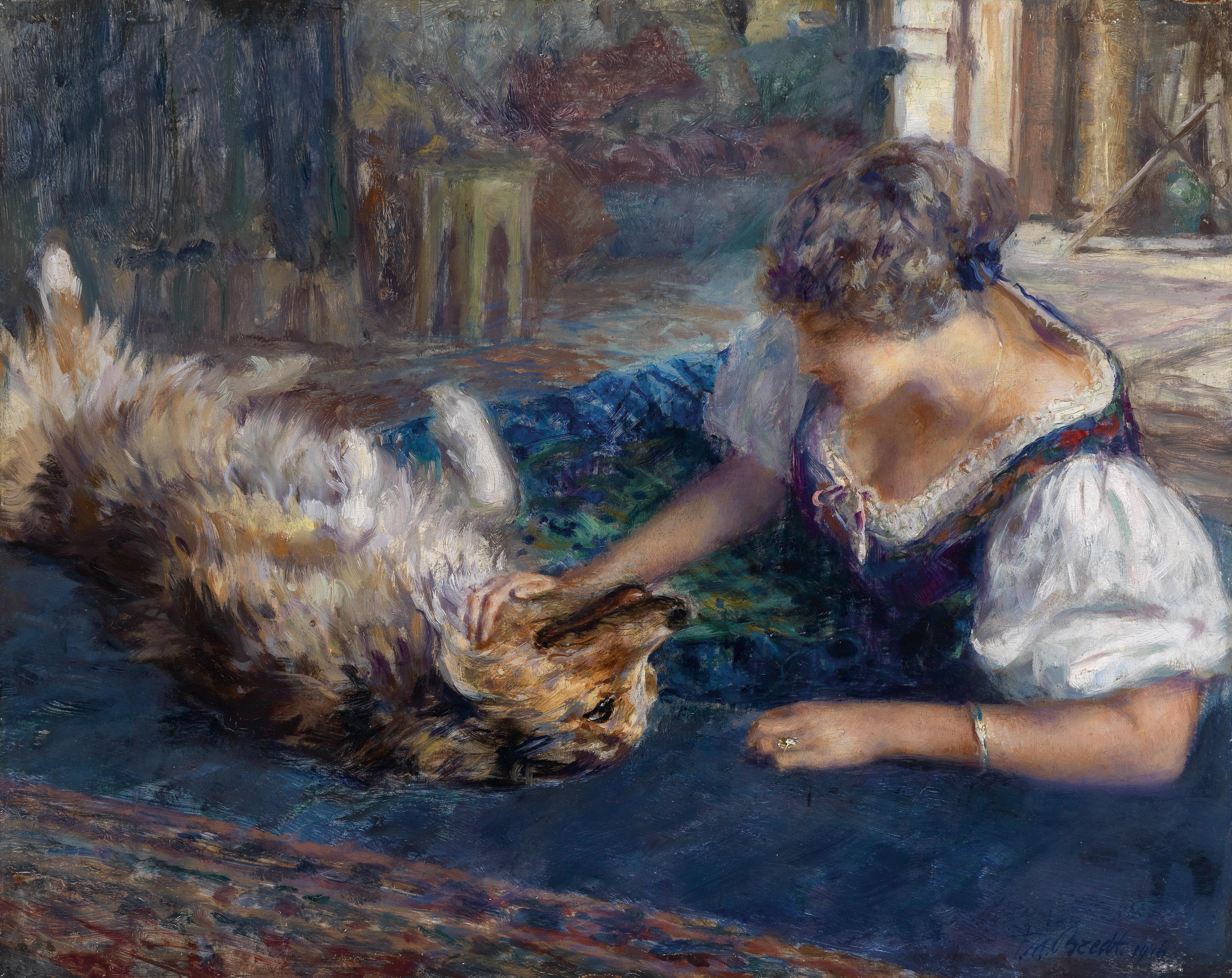
Spielgefährten, 1916
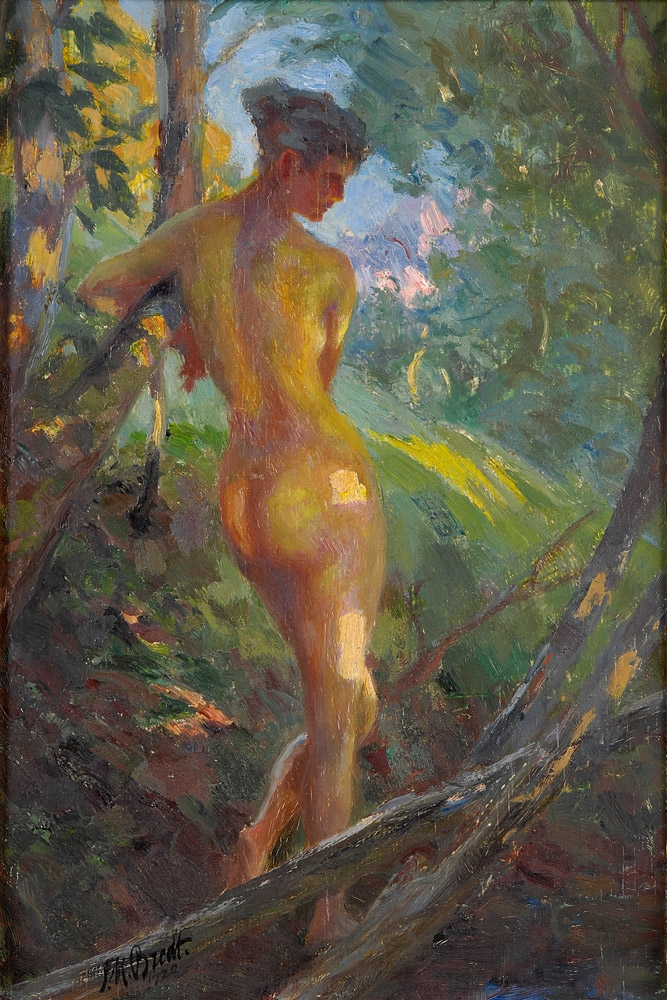
Letzte Sonnenstrahlen